# Đội tuyển bóng đá bãi biển quốc gia Trinidad và Tobago
Đội tuyển bóng đá bãi biển quốc gia Trinidad và Tobago đại diện Trinidad và Tobago ở các giải thi đấu bóng đá bãi biển quốc tế và được điều hành bởi Hiệp hội bóng đá Trinidad và Tobago, cơ quan quản lý bóng đá ở Trinidad và Tobago. Đội bóng đã tham dự 2 kì Giải vô địch bóng đá bãi biển Bắc, Trung Mỹ và Caribe. Về đích thứ 7 ở Nassau, Bahamas 2013 và thứ 5 ở Costa del Sol, El Salvador 2015. Họ vô địch Cúp Lucayan vào tháng 10 năm 2015 khi đánh bại chủ nhà Bahamas 5-3 và México 5-4. Họ đang đứng thứ 50 thế giới (thứ 7 ở CONCACAF).

## Đội hình hiện tại
Ghi chú: Quốc kỳ chỉ đội tuyển quốc gia được xác định rõ trong điều lệ tư cách FIFA. Các cầu thủ có thể giữ hơn một quốc tịch ngoài FIFA.
| Số | VT | Quốc gia | Cầu thủ        |
| -- | -- | -------- | -------------- |
| —  | TM |          | Victor Thomas  |
| —  | TM |          | Zane Coker     |
| —  | HV |          | Ryan Augustine |
| —  | HV |          | Lemuel Lyons   |
| —  | HV |          | Jesse Bailey   |
| —  | HV |          | Hakeem King    |

| Số | VT | Quốc gia | Cầu thủ          |
| -- | -- | -------- | ---------------- |
| —  | TĐ |          | Chad Appoo       |
| —  | TĐ |          | Kerwin Stafford  |
| —  | TĐ |          | David Mc Dougall |
| —  | TĐ |          | Kevon Woodley    |
| —  | TĐ |          | Kareem Perry     |
| —  | TĐ |          | Makan Hislop     |

## Thành tích

### Giải vô địch bóng đá bãi biển Bắc, Trung Mỹ và Caribe
| Năm                              | Vòng          | Vt            | St            | T             | T h.p./pso    | B             | BT            | BB            | HS            |
| -------------------------------- | ------------- | ------------- | ------------- | ------------- | ------------- | ------------- | ------------- | ------------- | ------------- |
| Puntarenas, Costa Rica. 2006     | Không tham dự | Không tham dự | Không tham dự | Không tham dự | Không tham dự | Không tham dự | Không tham dự | Không tham dự | Không tham dự |
| Puerto Vallarta, Mexico. 2008    | Không tham dự | Không tham dự | Không tham dự | Không tham dự | Không tham dự | Không tham dự | Không tham dự | Không tham dự | Không tham dự |
| Puerto Vallarta, Mexico. 2009    | Không tham dự | Không tham dự | Không tham dự | Không tham dự | Không tham dự | Không tham dự | Không tham dự | Không tham dự | Không tham dự |
| Puerto Vallarta, Mexico. 2011    | Không tham dự | Không tham dự | Không tham dự | Không tham dự | Không tham dự | Không tham dự | Không tham dự | Không tham dự | Không tham dự |
| Nassau, Bahamas. 2013            | Vòng bảng     | 7             | 4             | 2             | 0             | 2             | 15            | 20            | -5            |
| Costa del Sol, El Salvador. 2015 | Tứ kết        | 5             | 6             | 4             | 0             | 2             | 22            | 14            | +8            |
| Tổng cộng                        | 0 danh hiệu   | 2/6           | 10            | 6             | 0             | 4             | 37            | 34            | +3            |